# Mixotricha paradoxa
Mixotricha paradoxa è una specie di protozoo che vive all'interno della termite australiana della specie Mastotermes darwiniensis caratterizzata da vari rapporti simbiotici. Il nome, dato dal biologo australiano J.L. Sutherland, che per primo descrisse la Mixotricha nel 1933, significa "l'essere paradossale dai capelli mescolati".

## Struttura e Metabolismo
Mixotricha ha una corpo cellulare a forma di lacrima. Ci sono quattro flagelli anteriori, uno dei quali non aderisce al corpo. I flagelli sono deboli e servono più per il governo che per il movimento reale. Mixotricha utilizza anche cilia (in realtà batteri) per la locomozione.
Si tratta di un organismo eterotrofo: è un protista che digerisce legno, permettendo alla termite, nel cui intestino vive, di nutrirsi di questo cibo.

## Simbiosi
M. paradoxa forma a livello gerarchico superiore molti rapporti simbiotici. Come i suoi parenti, tra cui i Trichonympha, vive nell'intestino delle termiti e le aiuta a digerire la cellulosa, una delle componenti principali del legno di cui si nutrono. Senza M. paradoxa, le sue termiti ospiti non potrebbero sopravvivere.
M. paradoxa forma pure a livello gerarchico inferiore rapporti mutualistici con quattro tipo di batteri, associati fisicamente ad essa:
1. Circa 250.000  batteri elicoidali chiamati Treponema spirochetes, simili a capelli, sono attaccati alla superficie della cellula e le forniscono movimenti simili a quelli delle ciglia.
2. A questi si aggiungono delle spirochete più grandi chiamate Canaleparolina darwiniensis.
3. M. paradoxa è associato anche a batteri a forma d'asta in uno schema ordinato sulla superficie della cellula.
4. Sono presenti inoltre batteri sferici all'interno della cellula: questi endosimbionti svolgono la funzione di mitocondri, di cui M. paradoxa manca.

## Genoma
M. paradoxa ha cinque genomi, perché forma rapporti simbiotici molto stretti con i quattro tipi di batteri descritti sopra. Proprio per questo Margulis e Sagan (2001) ritengono questo protozoo l'organismo emblema della simbiosi. Anche Hunt et al. (2001, 2002) concordano sulla tesi dei cinque genomi.